# Carolyn Schuler
Carolyn Jane Schuler, född 5 januari 1943 i San Francisco, död 22 juli 2024, var en amerikansk simmare.
Schuler blev olympisk guldmedaljör på 100 meter fjäril vid sommarspelen 1960 i Rom.